# سوره (بخش مرکزی بافت)
سوره یک منطقهٔ مسکونی در ایران است که در دهستان خبر واقع شده‌است. سوره ۸۲ نفر جمعیت دارد.